# Жуков, Михаил Федотович
Михаил Федотович Жуков (8 октября 1928 — 11 июня 2023) — тракторист-машинист совхоза имени 50-летия СССР Адамовского района Оренбургской области. Герой Социалистического Труда.

## Биография
Родился 8 октября 1928 года в поселке Айдырлинск Кустанайского уезда Казакской АССР (ныне Адамовский район Оренбургской области России) в крестьянской семье.
Окончил восемь классов школы. В 1942 году начал трудиться чабаном в колхозе. В 1946 году был призван в армию. После демобилизации, окончил курсы механизаторов и начал работать трактористом в колхозе имени 50-летия СССР посёлок Теренсай Адамовском районе Чкаловской области (ныне Оренбургская). Михаил Жуков в колхозе сформировал семейное звено, которое намолачивало более 45 тысяч центнеров зерна в год. С 1978 года его звено начало молотить по 57 тысяч центнеров зерна и более.
13 марта 1981 года указом Президиума Верховного Совета СССР за выдающиеся успехи, достигнутые в выполнении заданий десятой пятилетки и социалистических обязательств по увеличению производства и продажи государству продуктов земледелия и животноводства Михаилу Федотовичу Жукову присвоено звание Героя Социалистического Труда с вручением ордена Ленина и золотой медали «Серп и Молот».
Член Коммунистической партии Советского Союза. Михаил Жуков избирался депутатом сельсовета, а также был членом Оренбургского обкома КПСС.
Михаил Федотович принял участие в Новогоднем «Голубом огоньке» 1981/1982 года.
Скончался 11 июня 2023 года.

## Награды
- Медаль «За доблестный труд в Великой Отечественной войне 1941—1945 гг.»
- Орден «Знак Почёта», 23 июня 1966 года
- Орден Трудового Красного Знамени, 15 декабря 1972 года
- Орден Ленина, 23 декабря 1976 года
- Орден Ленина, 13 марта 1981 года
- Медаль «Серп и Молот», 13 марта 1981 года
- звание «Заслуженный механизатор РСФСР», 1975 год
- нагрудной знак «За заслуги перед Адамовским районом», 26 декабря 2009 года